# Wikipedia in galiziano
La Wikipedia in galiziano (chiamata anche Galipedia), spesso abbreviata in gl.wikipedia o gl.wiki, è l'edizione in lingua gallega dell'enciclopedia online Wikipedia. Questa edizione ebbe inizio ufficialmente l'8 marzo 2003.

## Statistiche
La Wikipedia in galiziano ha 222 919 voci, 548 339 pagine, 155 852 utenti registrati di cui 273 attivi, 6 amministratori e una "profondità" (depth) di 28  (al 5 luglio 2025).
È la 53ª Wikipedia per numero di voci ma, come "profondità", è la 47ª fra quelle con più di 100 000 voci (al 5 luglio 2025).

## Cronologia
- 12 marzo 2004 — supera le 1000 voci
- 13 novembre 2005 — supera le 10.000 voci
- 23 luglio 2009 — supera le 50.000 voci ed è la 41ª Wikipedia per numero di voci
- 4 marzo 2013 — supera le 100.000 voci ed è la 43ª Wikipedia per numero di voci
- 27 luglio 2018 — supera le 150.000 voci ed è la 47ª Wikipedia per numero di voci
- 27 ottobre 2023 — supera le 200.000 voci ed è la 53ª Wikipedia per numero di voci